# Moritz Wolf (Baubeamter)
Moritz Wolf (* 25. Juli 1886 in Echlishausen; † 14. April 1971 in Frankfurt am Main) war ein deutscher Architekt, Stadtplaner und Baubeamter.

## Leben

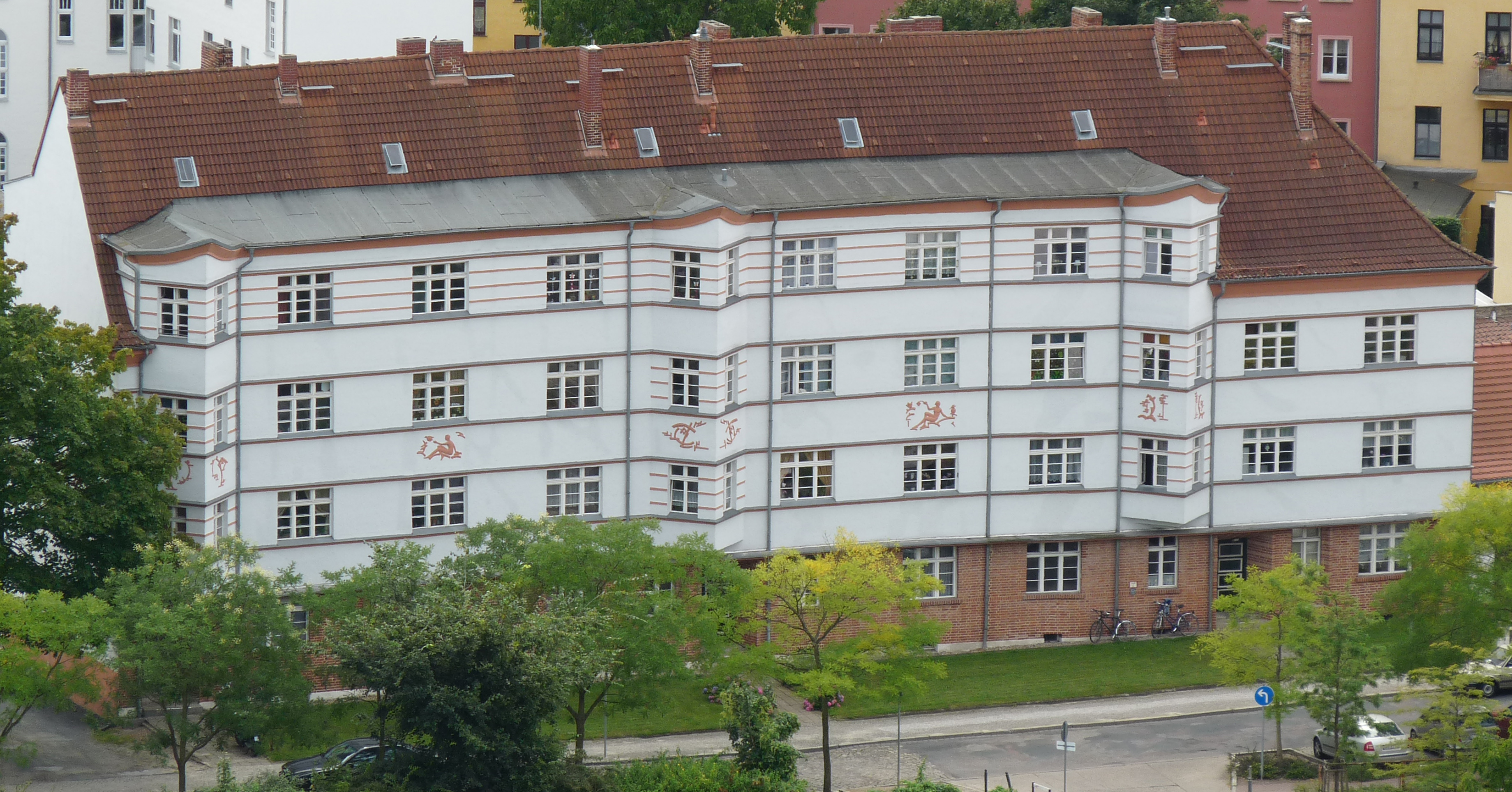
Wohnanlage am Marienberg

Wolf studierte Architektur an der Technischen Hochschule München und promovierte 1917 zum Dr.-Ing., war als Architekt und Stadtplaner in Nürnberg, Augsburg, München und 1914–1917 in Hof (Saale) tätig, bevor er als Stadtbauinspektor nach Dortmund berufen wurde. Ab 1919 war er Stadtbaurat in Brandenburg an der Havel und prägte entscheidend die bauliche Entwicklung dieser Stadt in der Zeit der Weimarer Republik. Am 19. Februar 1925 präsentierte Stadtbaurat Wolf den Stadtverordneten und dem Magistrat der Stadt Brandenburg den Entwurf eines General-Siedlungsplans für das Wirtschaftsgebiet der Stadt. Bei seinen Bauten vertrat Wolf eine traditionalistische Richtung. Auf ihn gehen neben zahlreichen Wohnbauten und dem Krematorium auch die Fortsetzung der Gartenachse vom Nicolaiplatz zum Marienberg und die Gestaltung des Hauptfriedhofs zurück. 1928 übernahm er das Amt des Stadtbaurats in Hindenburg (Oberschlesien); sein Nachfolger wurde Karl Erbs. Ab 1930 bekleidete er das Amt des Stadtbaurats in Leipzig, bevor er als technischer Abteilungsleiter im Reichsverband des deutschen gemeinnützigen Wohnungswesens in Berlin arbeitete. Zuletzt war er Ministerialdirektor im bayerischen Arbeitsministerium.
Im Jahr 1948 wurde Wolf als Hochbaudezernent nach Frankfurt am Main berufen. Als erfahrener Architekt und Stadtplaner spielte er eine wichtige Rolle beim Wiederaufbau der durch den Krieg zerstörten Stadt. In seine Amtszeit fielen der Bau von Siedlungen in der ehemaligen Altstadt östlich des Doms, der Durchbruch der Berliner Straße sowie der Wiederaufbau des Doms, der Katharinenkirche und des Schauspielhauses. Im Jahr 1954 trat Wolf in den Ruhestand und erhielt im gleichen Jahr das Bundesverdienstkreuz am Bande.

## Werk

### Bauten in Brandenburg an der Havel

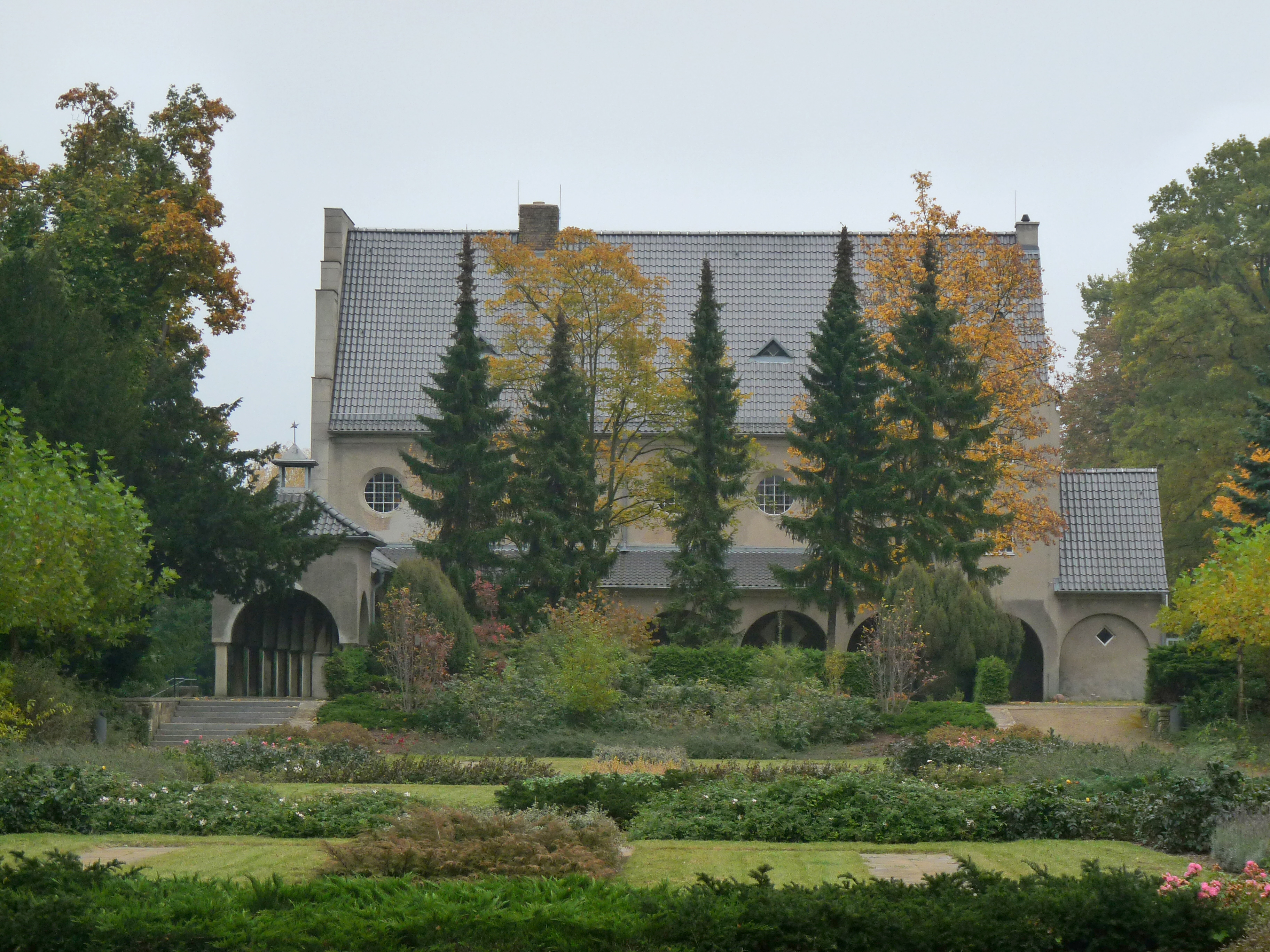
Hauptfriedhof mit Krematorium (Teilansicht)

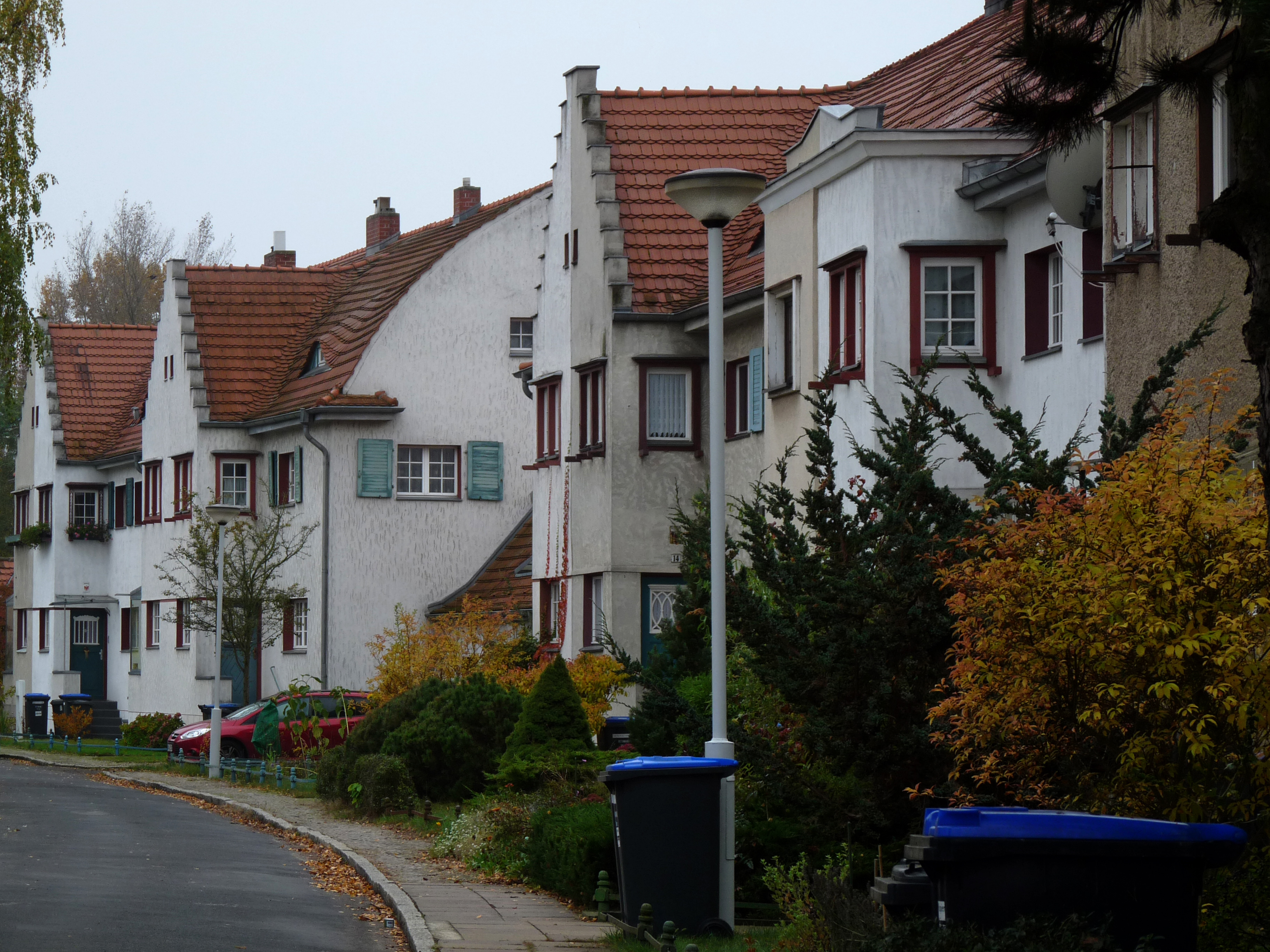
Zollbau-Siedlung Görden, Rotdornweg

Auswahl von Bauten in Brandenburg an der Havel, die größtenteils erhalten sind und unter Denkmalschutz stehen:
- 1919–1920: Werkssiedlung „Wilhelmshof“ des Walzwerks der Deutsch-Luxemburgischen Bergwerks- und Hütten-AG
- 1923: Luckenberger Brücke (zerstört)
- 1923–1924: Zollbau-Siedlung Görden, Rotdornweg 1–20
- 1924: Wohn- und Verwaltungsgebäude des städtischen Bau- und Lagerhofs, Franz-Ziegler-Straße 28a
- 1925: Steintorbrücke (zerstört)
- 1925–1927: Erweiterungsbau (Verwaltungsgebäude) des Städtischen Klinikums Brandenburg, Hochstraße 29
- 1925–1928: Hauptfriedhof mit Krematorium (1925–1926), Willi-Sänger-Straße
- 1926: Fortsetzung der Gartenachse zum Marienberg mit Grünanlage, Kiosk und Pergola
- 1926–1928: Wohnanlage Am Marienberg 3, 4, 5, 7, 8, 9
- 1926–1929: Wohnanlage Am Marienberg 10, 11 / Am Rosenhag 1, 2, 3
- 1926–1929: Wohnanlage Franz-Ziegler-Straße 29c, 29d, 30–36, 36a, 37–40 / Otto-Sidow-Straße 11, 13, 15, 17 / Wilhelmsdorfer Straße 24, 25
- 1927–1928: Zollbau-Siedlung Gördenallee 137, 139, 141, 143
- 1928: Wohnanlage Am Marienberg 1, 2 / Hochstraße 4

### Schriften
- Brandenburg / Havel. (= Deutschlands Städtebau) (hrsg. vom Magistrat der Stadt Brandenburg) Deutscher Architektur- und Industrie-Verlag, Berlin-Halensee 1926.